# Kim Yeon-ji
Dans ce nom, le nom de famille, Kim, précède le nom personnel coréen.
Kim Yeon-ji, né le 12 mai 1981, est une taekwondoïstre sud-coréenne.

## Biographie
Elle gagne son premier tournoi international en 1997. En 2001, elle devient championne du monde, titre qu'elle conserve en 2003 en poids légers.
Elle remporte la médaille d'or aux Jeux asiatiques de 2002.
Elle devient entraîneuse après sa carrière sportive, s'occupant notamment de l'équipe allemande.
Impliquée dans la candidature pour les Jeux olympiques de Pyeongchang 2018, elle se marie avec le skieur acrobatique et entraîneur Toby Dawson en septembre 2013.